# الجائزة العالمية للرواية العربية (2022)
الجائزة العالمية للرواية العربية لعام 2022، هي الدورة الخامسة عشرة من الجائزة العالمية للرواية العربية، أعلن عن قائمتها الطويلة في 26 يناير 2022، والقائمة القصيرة في 22 مارس 2020، وذلك بعد قراءة ومناقشة مستفيضة لقائمة طويلة من الروايات المشاركة، التي زادت على 122 رواية منشورة باللغة العربية، ينتمي كتابها إلى تسعة بلدان عربية، ومنحت الجائزة في 22 مايو 2022 لرواية خبز على طاولة الخال ميلاد للروائي الليبي محمد النعاس.

## تفاصيل
أُعلن يوم الأربعاء، 26 يناير 2022، عن القائمة الطويلة للروايات المرشّحة لنيل الجائزة لعام 2022، وضمت القائمة 16 رواية أختيرت من بين 122 رواية، ينتمي كتابها إلى تسعة بلدان عربية، نُشرت في الفترة ما بين الأوّل من تموز/يوليو 2020 والآخر من حزيران/يونيو 2021، وقد وصلت إلى القائمة الطويلة روايات لأربع كاتبات مثل القائمة الطويلة لعام 2021، في حين سجلت القائمة الطويلة لعام 2019 تسع كاتبات، في أعلى حصيلة من الكاتبات وهو رقم لم يُكسر منذ تلك الدورة. تتراوح أعمار الكُتّاب في دورة 2021 ما بين 30 و65 عامًا.
أُختيرت القائمة الطويلة من قبل لجنة تحكيم مكوّنة من خمسة أعضاء، برئاسة شكري المبخوت وهو روائي وأكاديمي تونسي فاز بالجائزة لعام 2015 عن روايته الطلياني، وعضوية كل من: إيمان حميدان (كاتبة لبنانية، وعضو الهيئة الإدارية لنادي القلم العالمي)، بيان ريحانوفا (أستاذة الأدب العربي بجامعة صوفيا، بلغاريا)، عاشور الطويبي (طبيب، شاعر، ومترجم ليبي)، سعدية مفرح (شاعرة وناقدة كويتية).
أعلن في يوم الأحد، 22 مايو 2022، عن فوز رواية خبز على طاولة الخال ميلاد لمحمد النعاس بالجائزة العالمية للرواية العربية لعام 2022.
وتتألف كل من القائمتين الطويلة والقصيرة من الروايات التالية، ومشار إلى الرواية الفائز بالخط الغليظ، وهي مُدرجة حسب الترتيب الأبجدي للعناوين:
القائمة القصيرة:
| - أسير البرتغاليين (محسن الوكيلي) - خبز على طاولة الخال ميلاد (محمد النعاس) - الخط الأبيض من الليل (خالد النصر الله) | - دلشاد (بشرى خلفان) - ماكيت القاهرة (طارق إمام) - يوميات روز (ريم الكمالي) |

القائمة الطويلة:
| - البحث عن عازار (نزار آغري) - أم ميمي (بلال فضل) - أين اسمي؟ (ديمة الشكر) - حكاية فرح (عز الدين شكري فشير) - خادمات المقام (منى الشمري) | - رامبو الحبشي (حجي جابر) - زنقة الطليان (بومدين بلكبير) - المئذنة البيضاء (يعرب العيسى) - همس العقرب (محمد طوفيق) - الهنغاري (رشدي رضوان) |